# Per Agne Erkelius
Per Agne Erkelius, ursprungligen Eriksson, född 1 juli 1935 i Hofors församling i Gästrikland, död 24 februari 2010 i Solna, var en svensk författare.
Erkelius arbetade som lärare på Västerbergs folkhögskola i Storvik i Gästrikland fram till 1973 och var därefter författare på heltid. Förutom romaner skrev han dramatik för radio, TV och scen samt artiklar i dagspressen. Erkelius avled 2010 efter en längre tids sjukdom.
Han var från 1957 gift med Lilly Vikholm och från 1975 gift med Kerstin M. Lundberg. I första äktenskapet var han far till Lina Erkelius.

## Priser och utmärkelser
- 1968 – Litteraturfrämjandets stipendiat
- 1976 – Östersunds-Postens litteraturpris
- 1980 – Gunvor Anérs litteraturpris
- 1985 – Signe Ekblad-Eldhs pris
- 1990 – De Nios Vinterpris
- 1995 – Doblougska priset
- 2009 – Samfundet De Nios Särskilda pris